# Lambana necoda
Lambana necoda är en fjärilsart som beskrevs av William Schaus 1911. Lambana necoda ingår i släktet Lambana och familjen nattflyn. Inga underarter finns listade i Catalogue of Life.